# Neobrocha phaeocyra
Neobrocha phaeocyra är en fjärilsart som beskrevs av Lucas 1890. Neobrocha phaeocyra ingår i släktet Neobrocha och familjen björnspinnare. Inga underarter finns listade i Catalogue of Life.